# Choc hypovolémique
 Mise en garde médicale
Le choc hypovolémique est un type de choc circulatoire dû à une insuffisance de sang ou de liquide dans les vaisseaux sanguins. C'est à tel point que le flux sanguin vers les tissus corporels est insuffisant. Au début, les symptômes comprennent généralement une faiblesse, une tension pulsée réduite et une fréquence cardiaque rapide,. À mesure que l'état s'aggrave, une hypotension artérielle, une confusion ou une agitation peuvent survenir. Les complications peuvent inclure des anomalies électrolytiques, une insuffisance rénale et une défaillance multiviscérale.
Un choc hypovolémique peut survenir à cause d'une perte de liquide ou d'une perte de sang. Cette dernière est connue sous le nom de choc hémorragique . Une perte de liquide peut survenir en raison de vomissements, de diarrhée, d'une production excessive d'urine, d'un temps chaud ou d'une pancréatite. Une perte de sang peut survenir en raison d' un traumatisme, d'une hémorragie gastro-intestinale ou d'une grossesse extra-utérine. Le diagnostic est souvent basé sur les symptômes et l’histoire des événements sexuels 
Le traitement dépend du type de liquide perdu. Pour ceux et celles qui ont perdu trop de sang, l’arrêt des saignements, les produits sanguins, l’acide tranexamique et la chirurgie sont généralement recommandés. Pour ceux qui ont perdu d’autres liquides, des liquides intraveineux sous forme de solution cristalloïde sont généralement utilisés. La cause sous-jacente doit également être abordée. La fréquence à laquelle survient le choc hypovolémique n’est pas claire. Il s’agit du type de choc le plus courant à la suite d'une blessure et chez les enfants,.